# СКІТ
СКІТ — суперкомп'ютерний обчислювальний комплекс Інституту кібернетики імені В. М. Глушкова НАН України. Проект першого суперкомп'ютера СКІТ був розроблений в 2002 році спільно з компанією «Юстар».
Суперкомп'ютер СКІТ складається з чотирьох комп'ютерних кластерів: СКІТ-1, СКІТ-2, СКІТ-3, СКІТ-4.

## Технічні характеристики
|                                | СКІТ-1                                        | СКІТ-2                                 | СКІТ-3                       | СКІТ-4                                  |
| ------------------------------ | --------------------------------------------- | -------------------------------------- | ---------------------------- | --------------------------------------- |
| Рік запуску                    | 2003                                          | ?                                      | ?                            | 2012                                    |
| Кількість вузлів               | 24                                            | 32                                     | 75+52                        | 12                                      |
| Тип вузла                      | ?                                             | ?                                      | ?                            | HP ProLiant Gen8 BladeSystems           |
| Пікова продуктивність, Гфлопс  | 255                                           | 360                                    | 7500                         | 25600                                   |
| Реальна продуктивність, Гфлопс | 189                                           | 280                                    | 5317                         | 10000                                   |
| Процесор                       | Intel Xeon                                    | Intel Itanium 2                        | Intel Xeon 5160 або 5345     | Xeon E5-2600                            |
| Кількість процесорів у вузлі   | 2                                             | 2                                      | 2                            | 1 + три прискорювачі NVidia Tesla M2075 |
| Оперативна пам'ять вузла, ГБ   | 2                                             | 2                                      | 8…16[джерело?]               | 64                                      |
| Міжвузлова мережа              | InfiniBand (до 800 Мбайт/с), Gigabit Ethernet | SCI (до 350 МБайт/с), Gigabit Ethernet | InfiniBand, Gigabit Ethernet | InfiniBand FDR 56 Гбіт/с                |
| Сховище даних, ФС              | 20 ТБ, RAID5                                  | 20 ТБ, RAID5                           | 20 ТБ, RAID5, Lustre         | 100 ТБ                                  |
| Напруга живлення, В            | 380                                           | 380                                    | 380                          | ?                                       |
| Споживана потужність, кВт      | 8                                             | 20                                     | 60                           | 15                                      |

У вузлах кластера використовуються наступні процесори:
- СКІТ-1: одноядерний, 32-розрядний, 2,67 ГГц, 512 Кбайт кеш, споживана потужність 60-100 Вт
- СКІТ-2: одноядерний, 64-розрядний, 1,4 ГГц, 3 Мбайт кеш, потужність до 135 Вт
- СКІТ-3: 75 × Intel Xeon 5160 (2 ядра, 3 ГГц), 52 × Xeon 5345 (4 ядра, 2,2 ГГц), 64-розрядні, кеш 4 МБайт, споживана потужність до 80 Вт
- СКІТ-4: Intel Xeon E5-2600[джерело?], 16-ядерний, 2,6 ГГц[джерело?]

## Застосування суперкомп'ютера СКІТ
Суперкомп'ютер СКІТ використовується для високопродуктивних обчислень в таких галузях, як квантова хімія, квантова механіка, молекулярна динаміка, наноструктури, екологія, геофізика, метеорологія.

### Прикладне програмне забезпечення СКІТ
Пакети для розрахунків електронних структур в квантовій механіці: GAMESS (US), NWChem, ABINIT.
Пакети для моделювання в молекулярній динаміці: GROMACS.

## Система керування суперкомп'ютером СКІТ
Система керування суперкомп'ютером СКІТ реалізована співробітниками Інституту кібернетики імені В. М. Глушкова НАН України спільно з компанією «Мелкон».
Система керування являє собою вебпортал, на якому зареєстровані користувачі можуть ставити на виконання свої задачі. Реалізована можливість перегляду та аналізу статистики використання ресурсів кластеру.